# Héctor Ricardo
Héctor Ricardo (10 lutego 1925 w Rosario) – piłkarz argentyński, bramkarz.
Urodzony w Rosario Ricardo rozpoczął karierę piłkarską w 1940 roku w klubie Rosario Central. Jako piłkarz klubu Rosario Central wziął udział w turnieju Copa América 1945, gdzie Argentyna zdobyła tytuł mistrza Ameryki Południowej. Ricardo zagrał w czterech meczach - z Kolumbią (stracił bramkę), Chile (stracił bramkę), Brazylią (stracił bramkę) i Urugwajem.
Po mistrzostwach kontynentalnych przeniósł się do klubu Racing Club de Avellaneda, gdzie grał do 1947 roku. W 1948 roku Ricardo był już graczem zespołu CA Huracán, gdzie występował do 1952 roku. Na koniec kariery, w 1954 roku, był bramkarzem klubu Boca Juniors, w którym zadebiutował 4 kwietnia w wygranym 3:2 meczu przeciwko Newell's Old Boys Rosario, a ostatni raz zagrał 9 maja w przegranym 0:2 meczu z CA Platense. Łącznie Ricardo rozegrał w Boca Juniors 5 meczów (450 minut), tracąc w nich 9 bramek - i to był cały jego udział w zdobytym w tym sezonie przez Boca Juniors tytule mistrza Argentyny.
Łącznie w pierwszej lidze argentyńskiej Ricardo rozegrał 217 meczów.